# Brachyscome billardierei
Brachyscome billardierei là một loài thực vật có hoa trong họ Cúc. Loài này được Cass. mô tả khoa học đầu tiên năm 1817.